# 귀향 (2009년 영화)
"귀향"은 2009년에 개봉한 대한민국의 영화이다.

## 캐스팅
- 박지아 : 성녀 역
- 박상훈 : 성찬 역
- 한예리 : 소연 역
- 이화시 : 어머니, 테라스 중년여인 역
- 박지연 : 마리 역
- 윤상화 : 아동보호소 소장 역
- 정재진 : 노인 역
- 주영호 : 필립 역
- 장리우 : 간호사 역
- 박지환 : 오줌남 역